# Richard Doll
Richard Doll właśc. Sir William Richard Shaboe Doll (ur. 28 października 1912 w londyńskiej dzielnicy Hampton, zm. 24 lipca 2005 w Oksford) – brytyjski epidemiolog, członek Royal Society.

## Osiągnięcia
Był jednym z pierwszych badaczy (obok między innymi Austina Bradforda Hilla), którzy dostrzegli i opisali związek pomiędzy paleniem tytoniu i problemami zdrowotnymi. Prowadził również pionierskie prace nad związkiem między promieniowaniem a białaczką, a także między azbestem a rakiem płuc oraz między alkoholem a rakiem piersi.

## Nagrody
- Canada Gairdner International Award (1970)
- Buchanan Medal (1972)
- Charles S. Mott Prize (1979)
- Royal Medal (1986)
- Prince Mahidol Award (1992)
- Nagroda Shawa (2004)
- Gold Medal for Radiation Protection (nagroda International Commission on Radiological Protection, 2004)
- King Faisal Prize (2005)

## Odznaczenia i członkostwo
- Order Imperium Brytyjskiego
- Order Towarzyszy Honoru
- Członkostwo w Royal Society